# Salix pseudomonticola
Salix pseudomonticola — вид квіткових рослин із родини вербових (Salicaceae).

## Морфологічна характеристика
Це рослина 1–9 метрів заввишки. Гілки червоно-коричневі чи жовто-коричневі, не чи слабо сизі, (злегка чи дуже блискучі), голі чи майже так; гілочки жовто-зелені, червоно-коричневі чи коричневі, голі, ворсисті чи густо ворсинчасті. Листки на ніжках 6–20 мм; найбільша листкова пластина від широко- до вузько-еліптичної чи від яйцюватої до широко-обернено-яйцюватої форми, (25)30–86(118) × 12–51 мм; краї плоскі, зубчасті чи городчасті; верхівка гостра, загострена чи опукла; абаксіальна (низ) поверхня сіра, гола, запушена чи волосиста; адаксіальна поверхня злегка блискуча чи тьмяна, гола, пуберулентна, запушена чи волосиста, середня жилка волосиста; молода пластинка червонувата, гола чи запушена абаксіально, волоски білі, іноді також залозисті. Сережки квітнуть до появи листя: тичинкові 16–39 × 10–12 мм, маточкові 17–73 × 8–20 мм. Коробочка 4–7 мм. 2n = 38. Цвітіння: кінець квітня — початок червня.

## Середовище проживання
США і Канада (Аляска, Альберта, Британська Колумбія, Айдахо, Манітоба, Міннесота, Монтана, Північно-Західна Територія, Онтаріо, Квебек, Саскачеван, Південна Дакота, Вашингтон, Вайомінг, Юкон). Населяє вологі болота в дренажах у ялинниках, лісові болота, тополеві ліси, заплави; 0–2500 метрів.